# Березолуки
Березолу́ки (до 1964 року — Великі Березолупи) — село в Україні, у Луцькому районі Волинської області. Населення становить 390 осіб.

## Історія
У період Другої речі Посполитої (1920–1939 роки) село було адміністративним центром ґміни Щурин Луцького повіту Волинського воєводства.
31 серпня 1929 року, рішенням Волинського Воєводи за № 4389/2/Адм, була зареєстрована Богушівсько-Вічинська община євангельських християн, яку до 1943 року очолював відомий на Волині проповідник Стефан Бохонюк. Жителі села Великі Березолупи, члени цієї громади, проводили свої молитовні зібрання в помешканні Никифора Андрійовича Хоміка,1880 року народження..
Після радянської анексії західноукраїнських земель село було адміністративним центром Березолупського (Мар'янівського) району.
До 16 листопада 2017 року — адміністративний центр Березолуківської сільської ради Рожищенського району Волинської області.

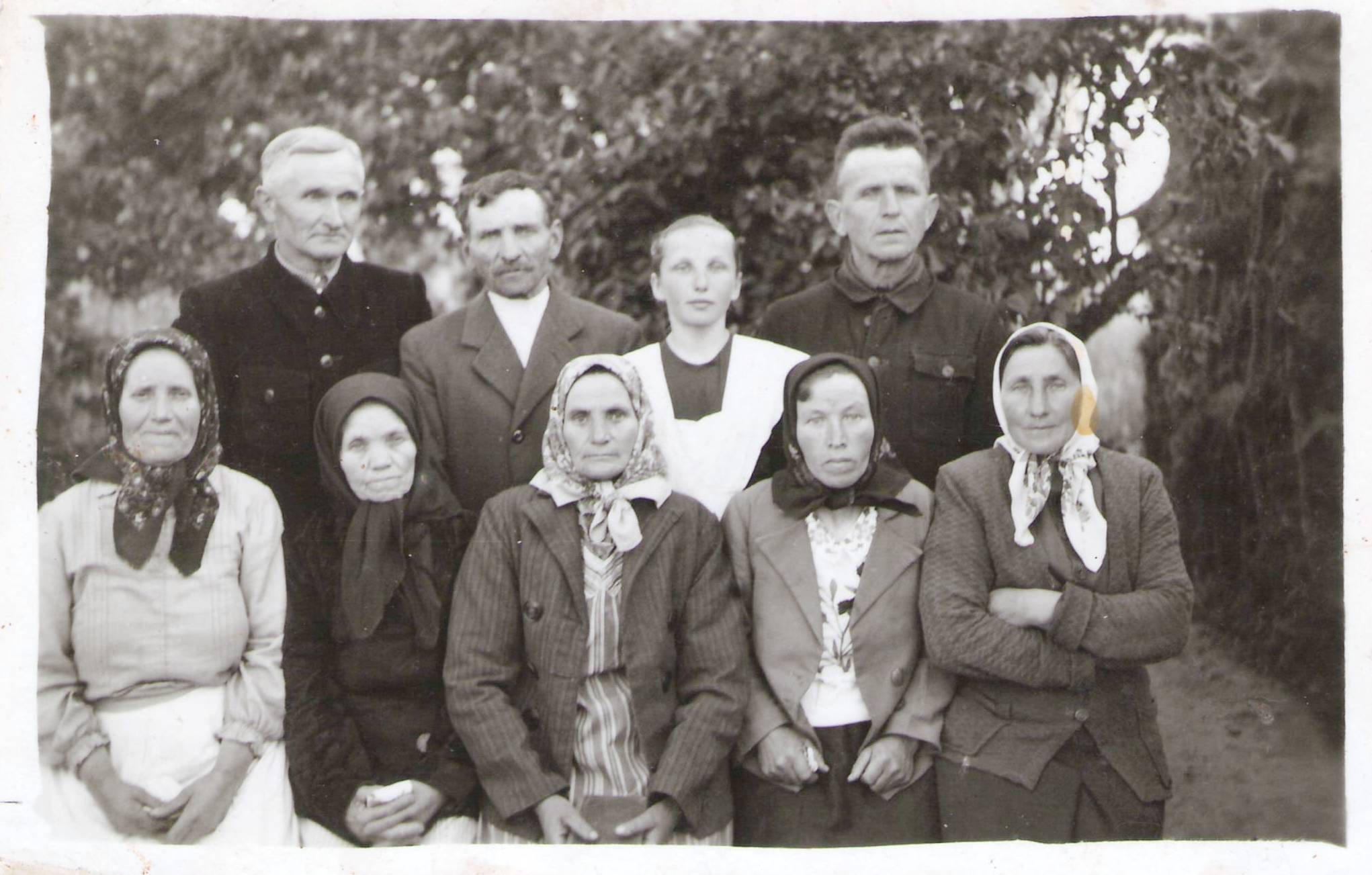
Група членів Богушівсько-Вічинської общини євангельських християн з села Великі Березолупи.Тридцяті роки ХХ століття.

## Населення
Згідно з переписом УРСР 1989 року чисельність наявного населення села становила 370 осіб, з яких 170 чоловіків та 200 жінок.
За переписом населення України 2001 року в селі мешкало 389 осіб.

### Мова
Розподіл населення за рідною мовою за даними перепису 2001 року:
| Мова       | Відсоток |
| ---------- | -------- |
| українська | 99,49 %  |
| російська  | 0,51 %   |

### Уродженці
- Катеринюк Олександр Вікторович (1997—2022) — старший солдат Збройних Сил України, учасник російсько-української війни, що загинув у ході російського вторгнення в Україну в 2022 році.